# Nicéforo Meliseno
Nicéforo Meliseno (en idioma griego: Νικηφόρος Μελισσηνός; 1045-17 de noviembre de 1104) fue un general y aristócrata bizantino. De linaje distinguido, sirvió como gobernador y general en los Balcanes y en Asia Menor en la década de 1060. En el turbulento periodo después de la desastrosa batalla de Manzikert (1071), cuando diversos generales intentaron tomar para sí el trono, Melisseno continuó leal a Miguel VII Ducas y fue exiliado por su sucesor, Nicéforo III Botaniates.
En 1080-1081, con la ayuda de los turcos, Nicéforo tomó el control de lo que restaba del Asia Menor bizantina y se proclamó emperador. Luego de la revuelta de su cuñado, Alejo Comneno, que consiguió tomar Constantinopla, se sometió y aceptó los títulos de César y duque de Tesalónica. Permaneció fiel a Alejo desde entonces, participando en la mayoría de las campañas realizadas entre 1081 y 1095 en los Balcanes. Murió el 17 de noviembre de 1104.

## Origen y primeros años
Nicéforo Meliseno nació probablemente alrededor de 1045 en Dorilea (actual Eskişehir), en las grandes propiedades que tenía su familia en la región. Tanto su padre como madre pertenecían a la aristocracia: su padre pertenecía al linaje de los Burtzes y su madre, a la ilustre familia Meliseno, que se remontaba al siglo VIII y que dio diversos generales importantes. Nicéforo se casó antes del 1067 (se desconoce la fecha exacta) con Eudoxia Comnena, la segunda hija del doméstico de las escuelas Juan Comneno y Ana Dalassena, y hermana del futuro emperador bizantino Alejo I Comneno (1081-1118). Tuvieron por lo menos un hijo, que fue llamado también Juan Comneno.
Meliseno tenía el grado de magistro y el cargo de duque de Triaditza en la década de 1060. En 1070, se unió al ejército que mandaba su cuñado el protostrator Manuel Comneno, en una campaña contra los turcos selyúcidas. La campaña terminó en derrota cerca de Sebastea y Meliseno, junto con Manuel Comneno, fue capturado por el general turco Crisósculo. Manuel, sin embargo, logró convencer al turco de que pasase al servicio de los bizantinos y ambos fueron liberados.
Meliseno permaneció leal a Miguel VII Ducas (1071-1078) durante la rebelión del estratego del Thema Anatólico, Nicéforo Botaniates (el futuro emperador Nicéforo III Botaniates), que comenzó en octubre de 1077. Miguel VII lo recompensó dándole el cargo antes ocupado por Botaniates, pero después de la victoria del rebelde y su entrada triunfal en Constantinopla en abril de 1078, Meliseno fue exiliado a la isla de Cos.